# Sainte-Eulalie, Ardèche
Sainte-Eulalie är en kommun i departementet Ardèche i regionen Auvergne-Rhône-Alpes i sydöstra Frankrike. Kommunen ligger  i kantonen Burzet som ligger i arrondissementet Largentière. År 2022 hade Sainte-Eulalie 209 invånare.

## Befolkningsutveckling
Antalet invånare i kommunen Sainte-Eulalie
Referens: INSEE